# Truplaya saegeri
Truplaya saegeri är en tvåvingeart som beskrevs av Loïc Matile 1978. Truplaya saegeri ingår i släktet Truplaya och familjen platthornsmyggor.
Artens utbredningsområde är Kongo. Inga underarter finns listade i Catalogue of Life.